# Peyritschiella princeps
Peyritschiella princeps är en svampart som tillhör divisionen sporsäcksvampar, och som först beskrevs av Roland Thaxter, och fick sitt nu gällande namn av Isabelle Irene Tavares. Peyritschiella princeps ingår i släktet Peyritschiella, och familjen Laboulbeniaceae. Arten är reproducerande i Sverige.